# 小林麻子
小林 麻子（こばやし あさこ、1972年3月21日 - ）は、埼玉県出身の女優。身長158cm。血液型はB型。小野事務所所属。

## 略歴・人物
演劇教室「座」一期生から女優としてデビューする。
デビュー作はサントリーの京番茶のCM。代表作は映画『ショムニ』、『波』など。
特技は日舞。

## 出演

### テレビドラマ
- ドラマ新銀河（NHK）
  - おんなは全力疾走!（1997年） - 吉村ゆかり 役
- 恋、した。／オールドタウンで恋をして（1997年6月16日、テレビ東京）
- 昨日の敵は今日の友（2000年、NHK 水曜ドラマの花束）
- あっとほーむ（2000年、TBS系 愛の劇場） - 芹沢真澄 役
- 離婚旅行（2003年、TBS）
- 幼稚園ゲーム3（2003年 - 2004年、CBC=TBS系 ドラマ30） - 中尾貴子 役
- 牙狼〈GARO〉（2005年 - 2006年、テレビ東京系） - 御月かりん 役
- いい女（2006年、TBS系 愛の劇場）
- 篤姫（2008年、NHK 大河ドラマ） - しの 役
- 深夜食堂（2009年10月、MBS製作、TBS系）
- TAXMEN（2010年1月 - 3月、EP-06 TOKYO MX/テレビ神奈川） - トワ 役
- スペシャルドラマ「離婚シンドローム」（2010年、日本テレビ）
- 3年B組金八先生 ファイナル 「最後の贈る言葉」4時間SP（2011年3月27日、TBS系）
- 深夜食堂2（2011年10月 - 12月、MBS製作、TBS系）
- 水曜ミステリー9（テレビ東京系）
  - 「Dr門倉周平の事件カルテ〜佃島運河連続殺人」（2012年9月26日） - 安部杏子 役
  - 「検事・沢木正夫 第三の容疑者」（2013年9月25日） - 国城晶子 役
- まほろ駅前番外地 第5話（2013年2月8日、テレビ東京系） - 児童心理学者役
- 美女と男子（2015年） - 市村聡美 役
- 相棒
  - season14 「スポットライト」（2016年） - 式田リオ 役
  - season19 「藪の外」（2020年） ‐ 琴梅 役
- 弟の夫（2018年） - ユキちゃんの母 役
- 孤独のグルメ Season7 第11話 （2018年6月23日、テレビ東京） - 若女将  役
- 今度生まれたら 第2話（2022年5月16日、NHK BSプレミアム・NHK BS4K） - 司会者 役
- 祈りのカルテ（2022年） - 諏訪野千絵 役
- エルピス-希望、あるいは災い-（2022年） - 吉村由美子 役
- おもかげ（2023年3月27日、NHK BS4K / 5月20日、NHK BSプレミアム） - 病院の受付 役

### ネット配信ドラマ
- 地面師たち（2024年、Netflix）  - 谷口淑惠(なりすまし役)  役

### 映画
- 行楽猿（1993年、うずまきにっぽん）
- 身も心も（1997年、東京テアトル） - 麻美 役
- 愚か者 傷だらけの天使（1998年、東京テアトル） - カナ子 役
- ショムニ#映画（1998年、松竹） - 丸橋由美子 役
- 大阪物語（1999年、東京テアトル）
- 伊藤潤二 恐怖collection 「悪魔の理論」（2000年、オメガ・ミコット）
- ざわざわ下北沢（2000年、シネマ下北沢）
- ターン（2001年、アスミック・エース）
- 波（2001年、リトルモア） - ユカ 役
- ピーピー兄弟/THE BLEEP BROTHERS（2002年、シネカノン） - 美紀 役
- 東京タワー（2002年、東京想舎）
- アイデン&ティティ（2003年、東北新社） - ミサ 役
- Believer（2004年、SUPLEX）
- 東京原発（2004年）広山政策報道室職員役
- 四日間の奇跡（2005年） - 坂口看護婦 役
- となり町戦争（2007年、角川ヘラルド映画）
- 南京の真実 第一部・七人の死刑囚（2008年、チャンネル桜エンタテインメント、ワールド・インタラクティブ・ネットワーク・システムズ・ジャパン） - 松井久江（松井石根の養女）役
- プリンの味（2013年）
- ショートホープ（2014年） - 笹野亜由美 役
- 映画 深夜食堂（2015年、東映） - ルミ 役
- 続・深夜食堂（2016年、東映） - ルミ 役

### 舞台
- 恋愛日記（公演時期不明）
- 浮標（公演時期不明）
- 場所と思い出（公演時期不明）
- アメリカ（公演時期不明）
- サナトリウムの春（2018年10月20日-21日）

### トーク番組
- 西部邁ゼミナール（2011年12月17日 - 2015年8月23日、TOKYO MX）[4]

### CM
- サントリー 京番茶（1994年）
- NTT移動通信網 ムーバ（1995年）
- 日本コカ・コーラ デイリーケア「じょうずに野菜」（1997年）
- 東京海上日動あんしん生命（放送時期不明）
- 花王 ビオレ（放送時期不明）